# Kalkberghöhle
Die Segeberger Kalkberghöhle befindet sich im Kalkberg von Bad Segeberg, einem durch Salztektonik emporgehobenen Anhydrit- bzw. Gipsfelsen inmitten der Jungmoränenlandschaft des ostholsteinischen Hügellandes.

## Entstehung
Die Höhle entstand vermutlich in den letzten 5.000 Jahren durch allmähliche Auslaugung in einem „stehenden“ Wasserkörper im Bereich des im Kalkberg vorhandenen Karstwasserspiegels. Daher ist die Kalkberghöhle als eine phreatische Laughöhle anzusehen.
Vermutlich hat der benachbarte Kleine Segeberger See, ein auf den ersten Blick unscheinbares Gewässer am Fuße des Kalkbergs (tatsächlich aber eine mit Wasser gefüllte Doline), zumindest zeitweilig als Vorfluter für die Höhle gewirkt und so durch die Zufuhr frischen mit Gips ungesättigten Wassers die Laugkonvektion des Wasserkörpers am Laufen gehalten. Hierauf deuten Funde von Süßwasserschneckengehäusen im Inneren der Höhle hin. Irgendwann muss sich allerdings die Verbindung zwischen Kleinem Segeberger See und der Höhle verschlossen haben, da heute keine Verbindung mehr besteht.
Typisch für die Kalkberghöhle ist das in weiten Teilen deutlich erkennbare Laugprofil, welches an ein auf der Spitze stehendes Dreieck erinnert. Die Höhle wird in diesen Bereichen mit einer für derartige Laughöhlen typischen horizontalen Decke nach oben abgeschlossen. Hinzu kommen einige Einsturzkuppeln und labyrinthartige Gänge.
Zeitpunkt und Umstände des Wasserabflusses aus der Höhle sind nicht bekannt, doch gibt es Vermutungen, dass die unweit der Höhle vorgenommenen – und letztlich gescheiterten – Probebohrungen zur Steinsalzgewinnung in den 70er Jahren des 19. Jahrhunderts den Wasserkörper des Kalkberges derart beeinträchtigt haben könnten, dass sich dieser deutlich absenkte. Bewiesen ist diese Vermutung nicht. Fest steht allerdings, dass die Bohrungsgruben durch Wasser aus dem Kalkberg überflutet wurden.
Möglich ist allerdings auch, dass eine Absenkung des Seespiegels des Großen Segeberger Sees zu einem allgemeinen Absinken des Grundwasserspiegels auch im Bereich des Kalkberges und auf diese Weise schließlich zum Leerlaufen der Höhle geführt hat.

## Entdeckung, Erforschung und touristische Nutzung
Als die mit dem Gipsabbau beschäftigten Arbeiter in der Nordwand etwa im Jahr 1912 ein Loch anfuhren, war dies zunächst nichts Besonderes. Kleinere Aushöhlungen traten beim Gipsabbau in der Vergangenheit immer wieder zu Tage. Erst als Seminaristen des seinerzeit in Segeberg ansässigen Lehrerseminars (Thode, Gripp und Bornhöft) durch im Steinbruch spielende Kinder von der Existenz dieses Loches erfuhren, untersuchten sie es am 16. März 1913 genauer. Drei Tage später wurde unter der Leitung des Obersteigers Stolze und des Seminaroberlehrers Röhr eine umfangreichere Begehung vorgenommen. Seitdem gilt das Jahr 1913 als Entdeckungsjahr der Höhle. Noch im selben Jahr wurde die Höhle für den Tourismus erschlossen und ein erster Höhlenplan erstellt. Eine bergbauliche Nutzung fand in der Höhle niemals statt, doch wurden im Jahr 1931 noch Versuche gemacht, zum Zweck des Gipsabbaues im Bereich des so genannten Südostganges einen Stollen vorzutreiben. Diese Versuche wurden allerdings abgebrochen, der entstandene Stollen wieder verschlossen und danach der Gipsabbau im gesamten Kalkbergbereich eingestellt.
Erste zoologische Untersuchungen wurden in den Jahren 1928/29 von Erna Mohr vorgenommen, welche sie bis ins Jahr 1962 durchführte. Erstmals wurden hierbei auch die in der Höhle befindlichen Fledermäuse genauer betrachtet. 1932/33 wurde in der Höhle ein künstlicher Teich mit Schleie- und Goldfischbesatz angelegt. Anfang der 1930er-Jahre erfolgte auch ein kurzzeitiger Besatz mit 6 Grottenolmen, welche allerdings bereits kurz nach dem Einsetzen eingingen. Später wurde der Teich nicht mehr künstlich besetzt und fiel schließlich trocken. Im August 2011 wurde die ehemalige Teichanlage beseitigt und renaturiert. Dazu wurden ca. 43 Tonnen Beton- und Bitumenschichten abgetragen und in Handarbeit aus der Höhle befördert, noch bevor die Fledermäuse in die Winterquartiere zurückkehrten.
Im Jahr 1956 brachte die Universität Kiel in der Höhle einen Forschungsschacht nieder. Es wurde dabei ein Kluftsystem nachgewiesen, was auf eine erneute Höhlenbildung einige Meter unterhalb der jetzigen Höhle hindeuten könnte.
1988/89 wurde das Höhlensystem durch die Arbeitsgemeinschaft für Karstkunde Harz e. V. neu kartiert. Dabei wurden drei bis dahin unbekannte Höhlenlabyrinthe entdeckt und vermessen. Schließlich wurde 1991 ein Forschungsprojekt zur Erfassung des Fledermausbestandes in der Kalkberghöhle vom Umweltministerium Schleswig-Holsteins in Zusammenarbeit mit der örtlichen Gruppe des NABU begonnen, welches bis heute andauert. Der Arbeitskreis Wildbiologie an der Universität Gießen setzte hierbei unter anderem ein Lichtschrankensystem zur Ausflugszählung ein. Im Rahmen dieses Forschungsprojektes wurde erstmals die tatsächliche Zahl der in der Höhle überwinternden Fledermäuse ermittelt – rund 25.000. Heute übernimmt die Faunistisch-Ökologische-Arbeitsgemeinschaft der Uni Kiel (FÖAG) im Auftrag des Landes das Sammeln und Auswerten der Daten.

## Naturschutz
Am 11. April 1942 wurde der noch verbliebene Felsbereich des Kalkberges als Naturdenkmal ausgewiesen. Dieser Schutz umfasste auch den in diesem Bereich existierenden Teil der Höhle. Weite Teile der Höhle, die sich außerhalb dieses Bereiches befanden, waren durch diese Verordnung allerdings nicht erfasst.
Am 18. September 1995 wurde eine neue Naturschutzverordnung erlassen, die die Höhle in voller Ausdehnung umfasste und auch den Schutz des Kleinen Segeberger Sees als Schutzziel mit aufnahm.
Aufgrund der überregionalen Bedeutung der Kalkberghöhle als Winterquartier für Fledermäuse wurde sie am 12. Dezember 2004 von der Europäischen Union als Schutzgebiet gemäß der Fauna-Flora-Habitat-Richtlinie anerkannt und damit Teil des Natura 2000-Schutzgebietsystems.
Die deutsche Hauptveranstaltung zur Europäischen Fledermausnacht findet aufgrund der Bedeutung der Kalkberghöhle als Fledermausquartier traditionell in Bad Segeberg statt (Am 29. August 2009 bereits zum dreizehnten Mal). Die außerordentlich hohe Zahl an überwinternden Fledermäusen veranlasste schließlich die Stadt Bad Segeberg, ein Fledermaus-Informations- und Erlebniszentrum (Noctalis) unweit des Eingangs der Höhle zu errichten, welches am 2. März 2006 für das Publikum eröffnet wurde.

## Daten zur Kalkberghöhle
- Die Kalkberghöhle ist die nördlichste Schauhöhle und die nördlichste Karsthöhle Deutschlands.

- Nach der – für die Öffentlichkeit unzugänglichen – Wimmelburger Schlotte bei Eisleben (2.838 Meter) ist die Segeberger Kalkberghöhle die zweitlängste Gipshöhle Deutschlands (2.360 Meter) vor der Heimkehle (1.780 Meter, nach anderen Angaben 2.000 Meter) (Angaben nach Kempe & Helbing, 2000).

- Die Kalkberghöhle ist Sommerquartier von rund 800 Fledermäusen.

- Sie ist darüber hinaus Winterquartier von rund 25.000 Fledermäusen bei acht verschiedenen Arten und damit eines der größten bekannten Winterquartiere in Europa.

- Weltweit nur in der Kalkberghöhle von Bad Segeberg ist der Segeberger Höhlenkäfer (Choleva septentrionis holsatica) zu finden.

- An den Führungen auf dem früher rund 600 Meter langen, inzwischen aus Sicherheits- und Schutzgründen auf rund 300 Meter verkürzten, Führungsweg nehmen Jahr für Jahr rund 40.000 Besucher teil. Die höchsten Besucherzahlen wurden in den frühen 1950er Jahren erreicht, wo bis zu 170.000 Menschen jährlich die unterirdische Welt des Kalkberges bestaunten.

- Die Kalkberghöhle ist seit 1995 Standort einer seismologischen Messstation des Geophysikalischen Instituts der Universität Hamburg. Diese Messstation ist Teil des Messnetzes des German Regional Seismic Network (GRSN) des Seismologischen Zentralobservatoriums in Erlangen.

- Zum Schutze der überwinternden Tierwelt (vor allem der Fledermäuse) ist die Höhle in der Zeit von Oktober bis März jedes Jahres für den Besucherverkehr gesperrt. Lediglich an Lungenleiden wie Asthma Erkrankte haben während dieser Zeit einmal pro Woche unter Aufsicht Zutritt.